# Liste von Artillerie des Russischen Kaiserreiches

Wappen des Russischen Reiches 1882–1917

In dieser Liste von Artillerie des Russischen Kaiserreiches wird Artillerie allen Kalibers aufgeführt, welches das Russische Kaiserreich nutzte.

## Hinweise zur Liste
Aufbau der Tabelle
Untenstehende Tabelle führt folgenden Spalteninhalte:
- Original Bezeichnung, hier wird der Name aufgeführt, wie die Armee des Russischen Reiches das Geschütz nannte. Darunter in Klammern die Bezeichnung in lateinischen Buchstaben.
- Deutsche Bezeichnung, hier wird die ins deutsche Übersetzte Bezeichnung aufgeführt. Darunter in Klammern der Link zum Wikipedia-Artikel.
- Bild, eine Bildauswahl aus Wikipedia für dieses Geschütz.

## Tabellarische Übersicht
| Kaliber in mm | Russische Bezeichnung | Original Bezeichnung                     | Deutsche Bezeichnung                                 | Bild |
| ------------- | --- | ---------------------------------------- | ---------------------------------------------------- | ---- |
| 37 mm         | 37-мм автоматическая пушка McClean Mk. III (37 mm awtomatitscheskaja puschka McClean Mk. III)                             | 37 mm McClean Automatic Cannon Mk. III   | 37-mm-McClean Automatikkanone Mk. III                |      |
| 37 mm         | 37-мм траншейная пушка образца 1915 года (37-mm transcheinaja puschka obrasza 1915 goda)                                  | 37 mm trench gun M1915                   | 37-mm-McClean Automatikkanone Mk. III                |      |
| 76 mm         | 76-мм зенитная пушка образца 1914/15 годов (76-mm senitnaja puschka obrasza 1914/15 godow)                                |                                          | 76-mm-Flak M1914/15                                  |      |
| 88 mm         | 88-мм Бомбомёт системы Аазена (88 mm Bombomjot sistemy Aasena)                                                            | Aasen mortar                             | Mörser Aasen                                         |      |
| 90 mm         | 90-мм Миномет Тип ГР (90 mm Minomet Tip GR)                                                                               | 9 cm Möser Typ GR                        | 9-cm-Möser Typ GR                                    |      |
| 106,7 mm      | 42 линейная батарейная полевая пушка образца 1877 года (42 lineinaja batareinaja polewaja puschka obrasza 1877 goda)      | 42-Linien Feldgeschütz Modell 1877       | 42-Linien-Feldgeschütz M1877                         |      |
| 106,7 mm      | 42 линейная крепостная и осадная пушка образца 1877 года (42 lineinaja krepostnaja i ossadnaja puschka obrasza 1877 goda) | 42-Linien Belagerungsgeschütz Modell1877 | 42-Linien-Belagerungsgeschütz M1877                  |      |
| 152 mm        | 152-мм осадная пушка образца 1877 года (152 mm ossadnaja puschka obrasza 1877 goda)                                       |                                          | 152 mm Belagerungskanone, Modell 1877 (152-mm-M1877) |      |
| 152 mm        | 152-мм осадная пушка образца 1904 года (152 mm ossadnaja puschka obrasza 1904 goda)                                       |                                          | 152-mm-Belagerungskanone M1904                       |      |
| 203 mm        | 203-мм гаубица образца 1877 года (203 mm gaubiza obrasza 1877 goda)                                                       |                                          | 203-mm-Haubitze M1877                                |      |
| 229 mm        | 229-мм миномет М1877 (229 mm minomet M1877)                                                                               |                                          | 229-mm-Mörser M1877                                  |      |
| 233 mm        | 233-мм гаубица (233 mm gaubiza)                                                                                           | BL 9.2-inch howitzer                     | BL-9.2-inch Haubitze                                 |      |
| 280 mm        | 280-мм миномет образца 1877 года (280 mm minomet obrasza 1877 goda)                                                       |                                          | 280-mm-Mörser M1877                                  |      |
| 280 mm        | 280-мм пушка образца 1877 года (280 mm puschka obrasza 1877 goda)                                                         |                                          | 280-mm-Kanone M1877                                  |      |
| 280 mm        | 280-мм мортира Шнейдера образца 1914/15 гг. (280 mm mortira Schneidera obrasza 1914/15 gg.)                               | Mortier de 280 mm Schneider              | Mortier de 280 modèle 14/16                          |      |
| 305 mm        | 305-мм гаубица образца 1915 года (305 mm gaubiza 1915 goda)                                                               |                                          | 305-mm-Haubitze M1915                                |      |